# روبرتو سيرسيدا
روبرتو سيرسيدا (بالإسبانية: Roberto Cereceda)‏ (10 أكتوبر 1984 بسانتياغو في تشيلي - ) هو لاعب كرة قدم تشيلي في مركز الدفاع. شارك مع منتخب تشيلي لكرة القدم. أما مع النوادي، فقد لعب مع أوداكس إيتاليانو وكولو-كولو ونادي أونيفرسيداد دي تشيلي ونادي أونيفرسيداد كاتوليكا ونادي فيغورينسي ويونيون لا كاليرا.

## وصلات خارجية
- روبرتو سيرسيدا على موقع الاتحاد الدولي (مؤرشف)  (الإنجليزية)
- روبرتو سيرسيدا على موقع قاعدة بيانات كرة القدم.إي يو (الإنجليزية)
- روبرتو سيرسيدا على موقع ناشيونال فوتبول تيمز (الإنجليزية)
- روبرتو سيرسيدا على موقع Soccerway.com (الإنجليزية)
- روبرتو سيرسيدا على موقع عالم كرة القدم.نت (الإنجليزية)
- روبرتو سيرسيدا على موقع AS.com (الإسبانية)